# Анджей Дравіч
Анджей Юзеф Дравіч (пол. Andrzej Józef Drawicz; 20 травня 1932, Варшава — 15 травня 1997, Варшава) – польський есеїст, літературний критик та перекладач.

## Біографія
Він народився в родині Юзефа Дронжека-Дравіча (1890–1940), офіцера, директора Організаційно-правового відділу Організаційного департаменту Міністерства внутрішніх справ, та Кристини, уродженої Шльонжак (1909–1953). У вересні 1939 року він виїхав до Луцька з батьками. Після арешту батька НКВС він разом з матір'ю дістався Варшави [ 4 ] . Під час німецької окупації навчався в таємних класах приватної школи сестер Гольдман. Після падіння Варшавського повстання залишився в Ченстохові, де навчався в приватній школі Братської гімназії до 1946 року. Після повернення до Варшави, до 1949 року, продовжував навчання у Приватній гімназії та середній школі отців Маріан, а у 1949-1950 навчальному році – у школі імені Адама Міцкевича. Закінчив полоністичні студії Варшавського університету [ 1 ] та отримав ступінь магістра у 1955 році. У 1951 році дебютував як критик у тижневику «Вісь». У 1954-1964 роках був співзасновником та активістом Студентського театру сатири (СТС). Публікувався в багатьох журналах, зокрема в журналах «Przyjaźń» (1961–1973), «Współczesność» (1962–1971), «Literatura Radziecka» (1963–1976), «Kultura» (1964–1972), «Przegląd Humanistyczny» (1965–1967), «Poezja» (1966–1975), «Nowe Książki» (1967–1976), «Dialog» (1967–1977), «Miesięcznik Literacki» (1968–1972), «Literatura» (1972–1974), «Literatura na Świecie» (1972–1975; тут також під псевдонімом «Antoni Drążek»).
Згідно з файлами SB, з 1950-х років він був зареєстрований як TW «Ковальський», «Збігнєв» (дати реєстрації: 10 вересня 1953, 30 грудня 1971 та 23 липня 1976, архівний номер 7638/1, номер мікрофільму – 7638/1).
Після закінчення навчання, до 1957 року, працював асистентом, а потім старшим асистентом, на кафедрі літератури Польсько-радянського інституту у Варшаві.
У 1977–1978 роках він читав лекції в Інституті славістики Кельнського університету. У 1981–1992 роках працював в Інституті російської філології Ягеллонського університету. Тут він розповідав студентам про людей і твори російської емігрантської літератури, а також читав лекції про Михайла Булгакова, якого знав як мало хто в Європі того часу.
Як опозиційний активіст, він підписав Лист 59 у 1976 році – протест діячів науки та культури проти запланованих змін до Конституції Польської Народної Республіки. З 1977 року був членом редакційної колегії підпільного щоквартального журналу «Запис». У 1979-1981 роках був членом і лектором незалежного Товариства наукових курсів, а з 1980 року – членом його програмної ради.
23 серпня 1980 року він приєднався до звернення 64 науковців, письменників та публіцистів до комуністичної влади з проханням розпочати діалог зі страйкуючими робітниками. У грудні 1981 року його було інтерновано. Після звільнення він продовжував читати лекції в Інституті російської філології Ягеллонського університету, потім також навчався на стипендіях в іноземних університетах, публікувався в підпільних виданнях, зокрема в «Kultura Niezależna», «Arka» та «Puls». У 1989–1991 роках він обіймав посаду президента Комітету радіо та телебачення, а потім очолював кафедру східнослов'янських літератур в Інституті славістики Польської академії наук. Він також був професором Варшавського університету на факультеті полоністики. У 1990 році він опублікував разом зі своїм вступом перше у світі критичне видання «Майстра і Маргарити» в серії BN II (переклад Вітольда Домбровського та Ірени Левандовської, редагування тексту та виноски Гжегожа Пшебінди). У період 1993–1995 років він переклав роман Булгакова «Майстер і Маргарита» польською мовою (опубліковано в 1995 році). З 1993 року він є головним редактором двомовного (польською та російською мовами) щорічника «Studia Litteraria Polono-Slavica», що видається Інститутом славістики Польської академії наук .
З 1969 по 1983 рік він був членом Асоціації польських письменників , у 1977 році став членом Польського ПЕН-клубу. У 1979–1981 роках був членом незалежного Товариства академічних курсів. У 1980 році став членом Незалежної самоврядної профспілки «Солідарність». У 1989 році став членом Асоціації польських письменників. Після запровадження воєнного стану був інтернований з грудня 1981 року по жовтень 1982 року.
У 1963 році він одружився з Вірою, уродженою Гдалевич (1933–2014), російською дослідницею.
Анджей Дравіч помер раптово 15 травня 1997 року у Варшаві та був похований на військовому кладовищі Повонзки (ділянка A3 Ряд-3-4).

## Творчість
У книгах про літературу 20-го століття: «Запрошення в подорож» (1977), «Суперечка про Росію» (1981), «Росія ще не втрачена» (1988), «Хазяїн і диявол» (1987) – він популяризував у Польщі творчість письменників, яких вважав художньо та пізнавально цінними. З усіма обмеженнями, такими як компроміси та замовчування, які були ціною її існування в офіційному видавничому обігу в СРСР, він намагався таємно впровадити цензурованих авторів у польську літературну свідомість. Формулюючи зважені судження, враховуючи складне становище письменників на батьківщині та в еміграції, він намагався бути посередником між інтелігенцією.
Він боровся зі стереотипами, надаючи полякам знання про російську культуру та повсякденне життя в Радянській Росії. Авторами, чиї твори він перекладав, були переважно Булат Окуджава, Андрій Платонов, Василь Биков, Всеволод Меєргольд, Венедикт Єрофєєв, Георгій Владімов; він також перекладав мемуари Надії Мандельштам, дружини Осипа. Він був редактором колективної праці «Історія російської літератури XX століття» , а також редактором прози Михайла Булгакова та оповідань і повістей Михайла Зощенка.
Він опублікував свої мемуари в книзі «Відпустка під спокусою» (1997).
За свої нариси про літературу він отримав нагороди від Незалежних журналістів та Асоціації польських журналістів .

## Комуністична цензура
Ім'я Анджея Дравича було внесено до спеціального списку, де автори перебували під особливим наглядом цензури ПНР. У своїй книзі про цензуру в Польській Народній Республіці Томаш Стшижевський публікує конфіденційну цензурну інструкцію від 21 лютого 1976 року, видану Головним управлінням контролю за пресою, публікаціями та виконаннями, в якій було зазначено його ім'я та такі вказівки: «Про всі власні публікації авторів зі списку нижче, про які повідомляють преса та книговидавці, а також про всі випадки згадування їхніх імен, слід повідомляти керівництву Управління, яке може лише домовитися з ними про випуск цих матеріалів. Це положення не поширюється на радіо та телебачення, керівництво яких самостійно забезпечує дотримання цих принципів. Зміст цього положення призначений виключно для інформування цензорів».

## Нагороди
- Золотий знак пошани Польсько-радянського товариства дружби (1967)
- Премія незалежних журналістів імені Станіслава Конарського за найкращу книгу 1987 року, вручена забороненою Асоціацією польських журналістів (1988)
- Премія Алана Ейкборна та Майкла Фрейна за есеї з російської літератури (1988)
- Літературна премія ZAiKS для перекладачів (1991)
- Премія Болеслава Пруса (1995)
- Премія Святого Брата Альберта (1995)
- Командорський хрест із зіркою Ордена Відродження Польщі (посмертно, 1997)

## Пам'ять
У 2000 році було засновано премію Анджея Дравича для поширення знань про Польщу.